# Hister incisifrons
Hister incisifrons är en skalbaggsart som beskrevs av Sylvain Auguste de Marseul 1862. Hister incisifrons ingår i släktet Hister och familjen stumpbaggar. Inga underarter finns listade i Catalogue of Life.